# Nemertellopsis typica
Nemertellopsis typica är en djurart som tillhör fylumet slemmaskar, och som beskrevs av Friedrich 1936. Nemertellopsis typica ingår i släktet Nemertellopsis och familjen Tetrastemmatidae. Inga underarter finns listade i Catalogue of Life.